# Xala (película)
Xala es una película del director senegalés Ousmane Sembène del año 1975.

## Sinopsis
El Hadj Abdoukader Beye, hombre de negocios senegalés, se casa por tercera vez, demostrando así su éxito social y económico. Pero la noche de bodas, descubre que es incapaz de consumar la unión, es impotente. Al principio sospecha de sus dos primeras esposas, sin darse cuenta de que se cruza con el culpable cada día. Basada en una novela de Ousmane Sembène, la película critica la actitud de los dirigentes africanos después de la Independencia. Subraya su codicia y su incapacidad para romper con las influencias extranjeras.